# Віґґо Ларсен
Ві́ґґо Ла́рсен (дан. Viggo Larsen; нар. 14 серпня 1880, Копенгаген, Данія — пом. 6 січня 1957, там само) — данський актор, кінорежисер та кінопродюсер. Один з піонерів німого періоду данського кінематографу.
На початку 1900-х років Ларсен був одним з провідних акторів і режисерів кінокомпанії Nordisk Film. За час своєї творчої кар'єри від 1906-го до 1942 року знявся у 140 фільмах та, як режисер поставив 235 стрічок (з 1906 по 1921 роки) у Данії та в Німеччині.

## Фільмографія (вибіркова)
Режисер
- 1906: Чорна маска / Den sorte maske ... к/м
- 1906: Газети професора / Professorens Morgenavis ... к/м
- 1906: Теща анархіста / Anarkistens svigermor ... к/м
- 1907: Анджело, тиран падуанський / Angelo, Tyran fra Padua ... к/м
- 1907: Полювання на лева / Løvejagten ... к/м
- 1907: Воскресіння / En Opstandelse ... к/м
- 1908: Отелло / Othello ... к/м
- 1908: Карнавал / Karneval ... к/м
- 1909: Вільгельм Телль / Wilhelm Tell ... к/м
- 1909: Доктор Нікола / Dr. Nikola
- 1909: Мадам Сен-Жен / Madame Sans-Gêne ... к/м
- 1909: Наполеон і його малий Трубач / Napoleon og hans lille Trompetist
- 1910: Арсен Люпен проти Шерлока Холмса / Arsène Lupin contra Sherlock Holmes
- 1912: Пригоди леді Глан / Die Abenteuer von Lady Glane
- 1913: Клятва / Ein Schwur
- 1914: Фріда / Frida
- 1914: Будинок Фіфі / Maison Fifi
- 1914: Праматір / Die Ahnfrau
- 1918: Роттердам — Амстердам / Rotterdam — Amsterdam ... к/м
- 1919: Діаманти царя / Die Diamanten des Zaren